# Oceanosuchus boecensis
Oceanosuchus boecensis è un rettile marino estinto, appartenente ai crocodilomorfi. Visse all'inizio del Cretaceo superiore (Cenomaniano, circa 95 milioni di anni fa) e i suoi resti fossili sono stati ritrovati in Francia.

## Descrizione
Questo animale è noto per uno scheletro parziale comprendente un cranio e una mandibola ben conservati. L'aspetto doveva ricordare vagamente quello di alcuni coccodrilli attuali con il muso allungato, come il coccodrillo catafratto (Mecistops cataphractus). I fossili indicano che Oceanosuchus possedeva un muso robusto e allungato, anche se non così tanto come alcune forme simili (ad esempio Terminonaris e Sarcosuchus). La mandibola era dotata di una sinfisi piuttosto corta ed erano presenti undici denti post-sinfisali per lato. Non era presente alcuna finestra mandibolare esterna, mentre le vertebre cervicali erano dotate alla base di tuberosità appaiate. 

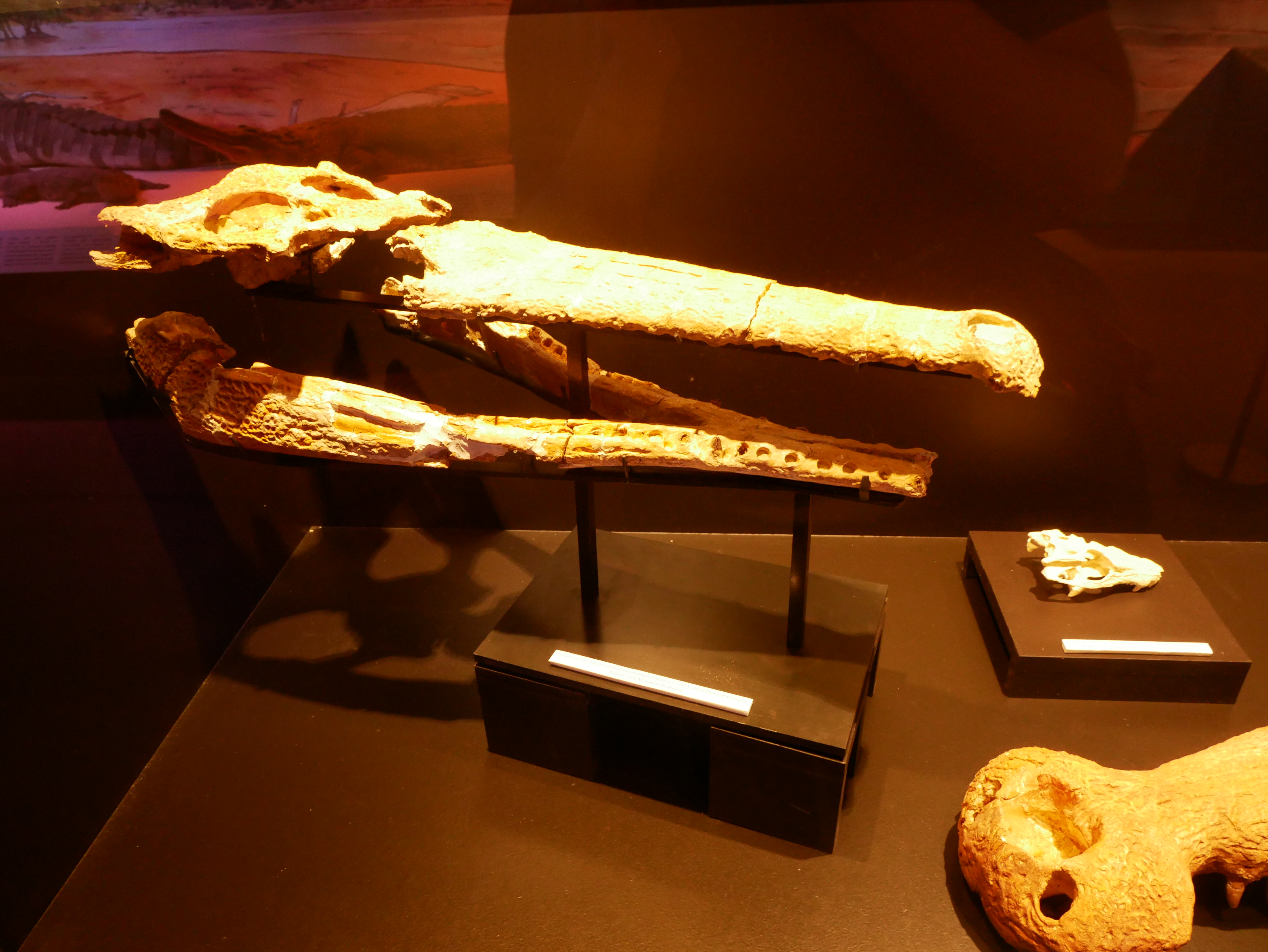
Cranio di Oceanosuchus boecensis

## Classificazione
Oceanosuchus venne descritto per la prima volta nel 2007, sulla base di un esemplare ritrovato in Normandia (Francia) in terreni del Cenomaniano. Oceanosuchus è stato ascritto ai folidosauridi, una famiglia di rettili estinti affini ai coccodrilli, dalle abitudini semiacquatiche. In particolare, Oceanosuchus sembrerebbe ancestrale a una linea di folidosauridi rappresentata dai generi Elosuchus e Meridiosaurus (Fortier et al., 2011).